# Giada Borgato
Giada Borgato, née le 15 juin 1989 à Padoue, est une coureuse cycliste italienne.

## Biographie
Née à Padoue elle grandit à Legnaro d'un père cycliste amateur. Après des débuts en catégorie juniors, elle passe professionnelle en 2008. En 2012, elle devient championne nationale sur route. Elle prend sa retraite sportive à l'issue de la saison 2014.
En mai 2021, elle commente la course en direct du Giro sur la Rai 2.

## Palmarès sur route
- 2012
  -  Championne d'Italie sur route

### Résultats sur le Tour d'Italie
- 2010 : 74e
- 2011 : 91e
- 2012 : 56e
- 2013 : 74e
- 2014 : 106e

## Palmarès sur piste
Elle finit huitième de la vitesse et du scratch aux championnats d'Italie en 2011. Ainsi que huitième de la course aux points de ces même championnats en 2012.